# آنته چاچیچ
آنته چاچیچ (کرواتی: Ante Čačić؛ زادهٔ ۲۹ سپتامبر ۱۹۵۳) مربی فوتبال اهل کرواسی است. وی از اولین مربیان فوتبال در کرواسی به شمار می‌رود که توانست گواهینامه حرفه‌ای اتحادیه فوتبال اروپا را دریافت کند.
او همین‌طور سابقه مربی‌گری در تیم‌های اینتر زاپرشیچ، اوسیک، زیر ۲۱ سال لیبی، لوکوموتیو زاگرب، دینامو زاگرب، ماریبور، اسلاون بلوپو، تیم ملی فوتبال کرواسی و پیرامیدز را در کارنامه دارد.

## گزینه جایگزینی گاریدو در پرسپولیس
آنته چاچیچ در مقطع های مختلف جزو گزینه های هدایت پرسپولیس بوده است مخصوص اند بعد رفتن برانکو او اصلی ترین گزینه هدایت پرسپولیس بود که مذاکرات در مراحل ابتدایی با او به نتیجه نرسید و پرسپولیس سراغ کالدرون رفت. حال بعد از نتایج ضعیف گاردیدو در پرسپولیس بار دیگر نام آنته چاچیچ روی زبان ها افتاده است و بعید نیست او را به زودی در ایران و روی نیمکت پرسپولیس ببینیم.

## کارنامه آنته چاچیچ
تیم دوبراوا

- مقام قهرماني لیگ دسته دوم کرواسی در سال 1993

تیم زادار

- مقام قهرماني لیگ دسته سوم یوگوسلاوی سابق در سال 1991

تیم اینتر زاپرسیچ

- مقام قهرماني لیگ دسته دوم کرواسی در سال سال 2003

دیناموزاگرب
 
- لیگ فوتبال کرواسی : 2011–12 ، 2021–22
- جام حذفی کرواسی : 2011–12
- سوپرجام کرواسی : 2022

ماریبور

- سوپرجام اسلوونی : 2013 [ 40 ]

	پیرامیدز
- نایب قهرمان جام کنفدراسیون CAF : 2019-20

لیبی U20

- مقام سوم بازی های مدیترانه ای : 2005 [ 6 ]

## افتخارات فردی
بهترین مربی ملی IFFHS در سال 2016